# Litijumska dolina
Litijumska dolina je oblast pored Solton mora u južnoj Kaliforniji, Sjedinjene Države, sa ogromnim nalazištima litijuma. Zbog povećane potražnje za litijumom, koji je ključna komponenta za baterije koje se koriste za električne automobile i skladištenje energije, ovo područje privlači pažnju, a očekuje se da će vađenje litijuma podstaći ekonomiju okruga Imperijal. Područje je izuzetno pogodno zbog mogućnosti iskopavanja litijuma uz generisanje geotermalne energije. Već postoji 11 geotermalnih elektrana koje koriste geotermalno polje Soltonskog mora.

## Produkcija litijuma
Geotermalna aktivnost ispod Solton mora oslobađa litijum koji se može eksploatisati. Kalifornijska energetska komisija procenjuje da bi Soltonsko more moglo proizvesti 600.000 metričkih tona litijum karbonata (Li
2CO
3) godišnje, rezerve od 3,4 miliona tona. Rezervoar geotermalne slane vode Solton Sea nalazi se na dubinama od približno 0,62 do 1,86 mi (1 do 3 km) ispod zemlje i sadrži tečnosti na temperaturama u rasponu od 250 °C do 380 °C. Od ostalih vrednih minerala, slanica sadrži litijum (202 ppm ± 20%, odnosno više nego u Mrtvom moru, koji iznosi 30-40 ppm), rubidijum (110 ppm ± 47%), cezijum (19,8 ppm ± 15%), i brom (91 ppm ± 31% naspram 5000 ppm u Mrtvom moru). Jezero takođe sadrži hlorid, natrijum, kalcijum, kalijum i druge minerale male vrednosti koje je teško odvojiti. Svi ovi minerali zajedno daju ukupan salinitet od 24,3 ± 2,8%.
Komisija za litijumsku dolinu je osnovana pod Kalifornijskom energetskom komisijom u septembru 2020. da bi istražila i proširila industriju iskopavanja litijuma.

## Spoljašnje veze
- Lithium Valley, County of Imperial
- Lithium Valley Commission, California Energy Commission
- Lithium StoryMap, Office of Energy Efficiency & Renewable Energy, United States Department of Energy
- James, Ian; Roth, Sammy (2017). „Salton Sea: Two paths for long-term fixes at California's shrinking sea”. The Desert Sun (на језику: енглески). Архивирано из оригинала 22. 1. 2021. г. Приступљено 8. 2. 2021.